# Il ragazzo del Pony Express
Il ragazzo del Pony Express è un film del 1986 diretto da Franco Amurri.

## Trama
Agostino Braghetti, un giovane ragazzo disoccupato soprannominato "Ago", non riesce a trovare lavoro nonostante abbia la laurea con lode. Quindi, su segnalazione della sua ex compagna di università Rita, decide di provare ad impiegarsi in una piccola agenzia di Pony Express; per farlo deve però trovare un mezzo a due ruote e il denaro necessario per comprarselo. Una sera si scontra con una ragazza che sta uscendo dalla propria macchina, Claudia, e si ritrova in mano la sua borsetta: la ragazza inizia a urlare chiedendo aiuto perché lo scambia per un rapinatore, ma lui riesce a scappare e, senza farlo apposta, si tiene l'oggetto della refurtiva.
Tornato alla pensione dove vive insieme al ragioniere Eriprando, Agostino decide di nascondere la borsetta, ma una sera, tornato a casa, l'uomo lo smaschera e lui è costretto a dirgli la verità. A questo punto, il ragioniere rivela ad Agostino che la borsetta vale un bel po' di soldi e il giorno seguente lo porta da una sua vecchia amica, Marmitta, la quale accetta di scambiare la borsetta con un vecchio vespino. Una volta iniziato il nuovo lavoro con successo, un'amica di Claudia, Olivia, lo riconosce come il potenziale ladro e lo denuncia. Ma ormai Claudia si sta invaghendo di Agostino e lentamente inizia a nascere un sentimento d'amore tra i due giovani.

## Produzione
L’idea per il film nacque quando a Jerry Calà, all’epoca residente a Campo de' Fiori insieme alla moglie Mara Venier, fu recapitato un copione proprio da un Pony express.
Nella sua autobiografia l’attore ricorda il momento: 
«Eravamo nella nostra casa di Campo de' Fiori, quando il citofono si mise a suonare. 'Chi è?' 'Pony Express. 'Cos'è, uno scherzo? Siamo tornati ai tempi del West?' 'Devo consegnarle un copione da parte della produzione...' Aprii la porta e venne su questo ragazzo, una specie di astronauta con il casco, i fili della radiotrasmittente e la casacca di gomma»
Incuriosito da questa bizzarra figura, iniziò a tempestare di domande il Pony express, che gli spiegò come tale servizio, ovvero fattorini in moto che facevano consegne urgenti, fosse nato a Milano poco tempo prima e si stesse espandendo in altre città. Il fattorino spiegò che era laureato, ma non trovando lavoro si era messo a fare il Pony Express. Jerry Calà prese la sua storia come ispirazione per scrivere la sceneggiatura del film, coinvolgendo subito il suo agente Claudio Bonivento nel progetto.
Inizialmente la pellicola avrebbe dovuto essere diretta da Carlo Cotti, che parallelamente stava sviluppando una sceneggiatura dal titolo Uomini che corrono per il lavoro, progetto nel quale era coinvolto lo stesso Bonivento. Quest'ultima era ben diversa da quella effettivamente poi realizzata e avrebbe dovuto avere in qualità di protagonista il cantante Eros Ramazzotti. La produzione però si impose per avere Jerry Calà nel ruolo principale: Cotti e Ramazzotti abbandonarono così il progetto, quindi il nome di Cotti rimase solo come autore del soggetto.
All’epoca delle riprese Jerry Calà e sua moglie frequentavano spesso Luca Cordero di Montezemolo, al quale l’attore propose una collaborazione per sponsorizzare il film attraverso la Piaggio Vespa, che era nell’orbita della Fiat. Montezemolo rifiutò sostenendo che il Pony Express non fosse in linea con l’immagine trendy che intendeva dare al marchio e voleva che esso fosse associato a un pubblico benestante, non a un fattorino. Jerry Calà prese male il rifiuto e, in risposta, elaborò la celebre gag in cui prima lucida la Vespa e poi la butta per terra; quando lui e Montezemolo si incontrarono nuovamente l’imprenditore non mancò di manifestare la sua rabbia per tale scena.
Il film è stato girato a Roma. Tra i luoghi delle riprese compaiono piazza Navona, piazza Barberini, piazza Mattei e il quartiere Coppedè.

## Accoglienza
Il film fu un successo al botteghino e divenne uno dei più celebri della filmografia di Jerry Calà. Il rapper J-Ax ha dichiarato che all’epoca la visione del film lo spinse a lavorare come Pony express per un anno.

## Riconoscimenti
- 1987 – Ciak d'oro
  - Candidatura al migliore attore non protagonista ad Alessandro Benvenuti